# Play-back (povestire)
„Play-back”  (engleză: Playback) este o povestire științifico-fantastică scrisă de autorul britanic Arthur C. Clarke.  A apărut inițial în revista Playboy din decembrie 1966. „Play-back” a fost publicată în colecția de povestiri The Wind from the Sun (1972).
În limba română a fost tradusă de Mihai-Dan Pavelescu  și a apărut în colecția de povestiri Lumina întunericului din 2002 în Colecția Sci-Fi a Editurii Teora.